# 서트라키아
서트라키아(그리스어: Θράκη 트라키[*], 불가리아어: Беломорска Тракия)는 그리스의 전통적인 지역으로, 이 나라 북동부 지역에 네스토스 강과 에브로스강 사이에 자리잡고 있다. 마케도니아와 이피로스 주와 더불어 이 지역을 비공식적으로 "북그리스"라 칭하기도 한다. 또 에브로스 강 동쪽으로 튀르키예의 유럽 영토인 동트라키아, 그리고 북쪽에 불가리아 영토인 북트라키아와 구분하기 위해 이 곳을 '서부' 또는 '그리스 트라키아'로 부르기도 한다. 서트라키아에는 크산티 현, 로도피 현, 에브로스 현이 있으며, 이들 현과 마케도니아 (그리스) 지역의 드라마 현, 카발라 현을 아울러 동마케도니아 트라키주를 이룬다. 또 최근에 드라마, 카발라, 크산티의 현 정부가 로도피와 에브로스의 경우처럼 단일 행정 단위로 통합되었다.

## 같이 보기
- 북트라키아
- 트라키아
- 트라키아인
- 동마케도니아 트라키주